# Liste der Mitglieder des Württembergischen Landtages 1928 bis 1932
Diese Liste gibt einen Überblick über die Mitglieder des Landtags des freien Volksstaates Württemberg in der 3. Legislaturperiode von 1928 bis 1932.

## A
- Josef Andre (Zentrum)
  - Anton Arnold (SPD) nachgerückt am 11. Februar 1932 für Georg Geiger

## B
- Adolf Bauer (WBWB)
- Paul Bausch (CSVD)
  - Adolf Bauser (VRP) am 10. Juni 1929 auf Grund des Urteils vom Staatsgerichtshof in den Landtag eingezogen
- Wilhelm Bazille (DNVP/Bürgerpartei) im Juli 1930 aus der DNVP/Bürgerpartei ausgetreten, aber bis 1932 im Landtag geblieben
- Ludwig Becker (KPD) am 5. Juni 1929 aus der KPD ausgeschlossen, aber bis 1932 im Landtag geblieben
- Josef Beyerle (Zentrum)
- Lorenz Bock (Zentrum)
- Eugen Bolz (Zentrum)
- Peter Bruckmann (DDP)
- Paul Burger (DVP)

## D
- Wilhelm Dingler (WBWB)
- Sophie Döhring (SPD)

## E
- - Rudolf Ellinger (WBWB) nachgerückt am 6. März 1930 für Gustav Ströbele

## F
- Christian Fauser (SPD)
- Franz Feuerstein (SPD)
- Albert Fischer (KPD)
  - Johannes Fischer (DDP) nachgerückt am 13. Februar 1929 für Wilhelm Schall

## G
- Max Gauß (Zentrum) verstorben am 5. Februar 1931, nachgerückt ist Johann Kuhn
  - Georg Geiger (SPD) nachgerückt am 19. Februar 1931 für Fritz Ulrich, wieder ausgetreten am 19. November 1931, nachgerückt ist Anton Arnold
- Karl Gengler (Zentrum)
- Friedrich Göhring (SPD)
- Hans Göz (WBWB)
- August Gompper (SPD)

## H
- Friedrich Häcker (WBWB)
  - Eugen Hagel (VRP) am 10. Juni 1929 auf Grund des Urteils vom Staatsgerichtshof in den Landtag eingezogen
- Max Hammer[1] (KPD) am 5. Juni 1929 aus der KPD ausgeschlossen, aber bis 1932 im Landtag geblieben
- Christian Hartmann (DVP)
- Karl Hausmann (DDP)
- Otto Henne (DDP)
- Jakob Hermann (Zentrum) ausgetreten am 10. Juni 1929 auf Grund des Urteils vom Staatsgerichtshof
- Friedrich Herrmann (WBWB)
- Berthold Heymann (SPD)
- Johannes von Hieber (DDP)
- Emilie Hiller (SPD)
- Hermann Hiller (DNVP/Bürgerpartei) verstorben am 31. August 1931, nachgerückt ist Klara Klotz
- Walter Hölscher (DNVP/Bürgerpartei)

## K
- Emil Kaim (Zentrum)
- Wilhelm Keil (SPD)
- Gottfried Kinkel (SPD)
- Johann Klein (WBWB)
- Hermann Kling (CSVD)
  - Klara Klotz (DNVP/Bürgerpartei) nachgerückt am 10. November 1931 für Hermann Hiller
  - Josef Köberle (Zentrum) nachgerückt am 16. April 1929 für Max Schermann
- Gustav Köhler (KPD)
- Josef König (Zentrum)
- Theodor Körner (WBWB)
- Aloys Küchle (Zentrum)
  - Johann Kuhn (Zentrum) nachgerückt am 19. Februar 1931 für Max Gauß

## L
- Kurt Liebig (CSVD)
- Eduard Lins (Zentrum)
- Ernst Luckert (WBWB) ausgetreten am 10. Juni 1929 auf Grund des Urteils vom Staatsgerichtshof

## M
- Fritz Mauthe (DDP)
- Karl Mayer (DVP)
  - Christian Mergenthaler (NSDAP) am 10. Juni 1929 auf Grund des Urteils vom Staatsgerichtshof in den Landtag eingezogen

- Gottlieb Mezger (SPD)
- Wilhelm Mößner (SPD)
- Gottlob Muschler (WBWB)

## N
- Anton Nassal (Zentrum)

## O
- Gottlob Obenland (WBWB)
- Karl Oster (SPD)

## P
- Albert Pflüger (SPD)
- August Pollich (Zentrum)

## R
- Karl Rais (SPD)
- Johannes Rath (DVP)
- August Renz (Zentrum)
- Luise Rist (Zentrum)
- Emil Roth (DDP)
- Karl Ruggaber (SPD)

## S
- Wilhelm Schall (DDP) verstorben am 17. Dezember 1928, nachgerückt ist Johannes Fischer
- Adolf Scheef (DDP)
- Adolf Scheffold (Zentrum)
- Christian Schepperle (SPD) ausgetreten am 10. Juni 1929 auf Grund des Urteils vom Staatsgerichtshof
- Max Schermann (Zentrum) verstorben am 15. März 1929, nachgerückt ist Josef Köberle
- Gottlieb Schmid (WBWB)
- Karl Schneck (KPD)
  - Erhard Schneckenburger (SPD) nachgerückt am 19. Februar 1931 für Kurt Schumacher
- Emil Schuler (SPD)
- Kurt Schumacher (SPD) ausgetreten am 26. Januar 1931, nachgerückt ist Ehrhard Schneckenburger
- Peter Schweizer (WBWB)
- Otto Steinmayer (SPD)
- Heinrich Stooß (WBWB)
- Wilhelm Ströbel (WBWB)
- Gustav Ströbele (WBWB) verstorben am 22. März 1930, nachgerückt ist Rudolf Ellinger

## U
- Fritz Ulrich (SPD) ausgetreten am 27. Januar 1931, nachgerückt ist Georg Geiger

## V
- Otto Vollmer (KPD)

## W
- Jakob Weimer (SPD)
- Jakob Wernwag (WBWB)
- Fritz Wider (DNVP/Bürgerpartei)
- Friedrich Winker (SPD)